# シグナス NG-11
従来、OA-11として知られていたNG-11は、ノースロップ・グラマンの無人宇宙補給機シグナスの12回目のフライトであり、NASAとオービタルATKの間商業補給サービス契約下の11回目の国際宇宙ステーションへのフライト。このミッションは2019年4月17日 20:46:03 UTCに打ち上げられた。これは延長されたCRS-1（フェーズ1）契約の最後のミッションであり、以降のミッションはCRS-2契約に基づいて行われる。シグナス NG-11は、新しいアンタレス・ロケットの特徴として重要なハードウェアを打ち上げ前24時間にシグナスに搭載する初めてのミッションでもあった。
オービタルATK（現在のノースロップ・グラマン・イノベーション・システムズ）とNASAは共同で、ISSへの商業貨物補給サービスを行うための新しい宇宙輸送システムを開発した。商業軌道輸送サービス（COTS）計画のもと、オービタルATKが中型打ち上げ機のアンタレスと、パートナー企業のタレス・アレーニア・スペースが提供する与圧貨物モジュールと、オービタルGEOStar衛星バスを基にしたサービスモジュールを使用した先進的な宇宙船シグナスの設計、取得、建造および組み立てを行った。ノースロップ・グラマンは2018年6月にオービタルATKを買収し、社名をノースロップ・グラマン・イノベーション・システムズと改めた。
同時に、ネパールの人工衛星NepaliSat-1およびスリランカの人工衛星Raavana 1もシグナスNG-10ミッションの一部の展開可能ペイロードとして打ち上げられた。

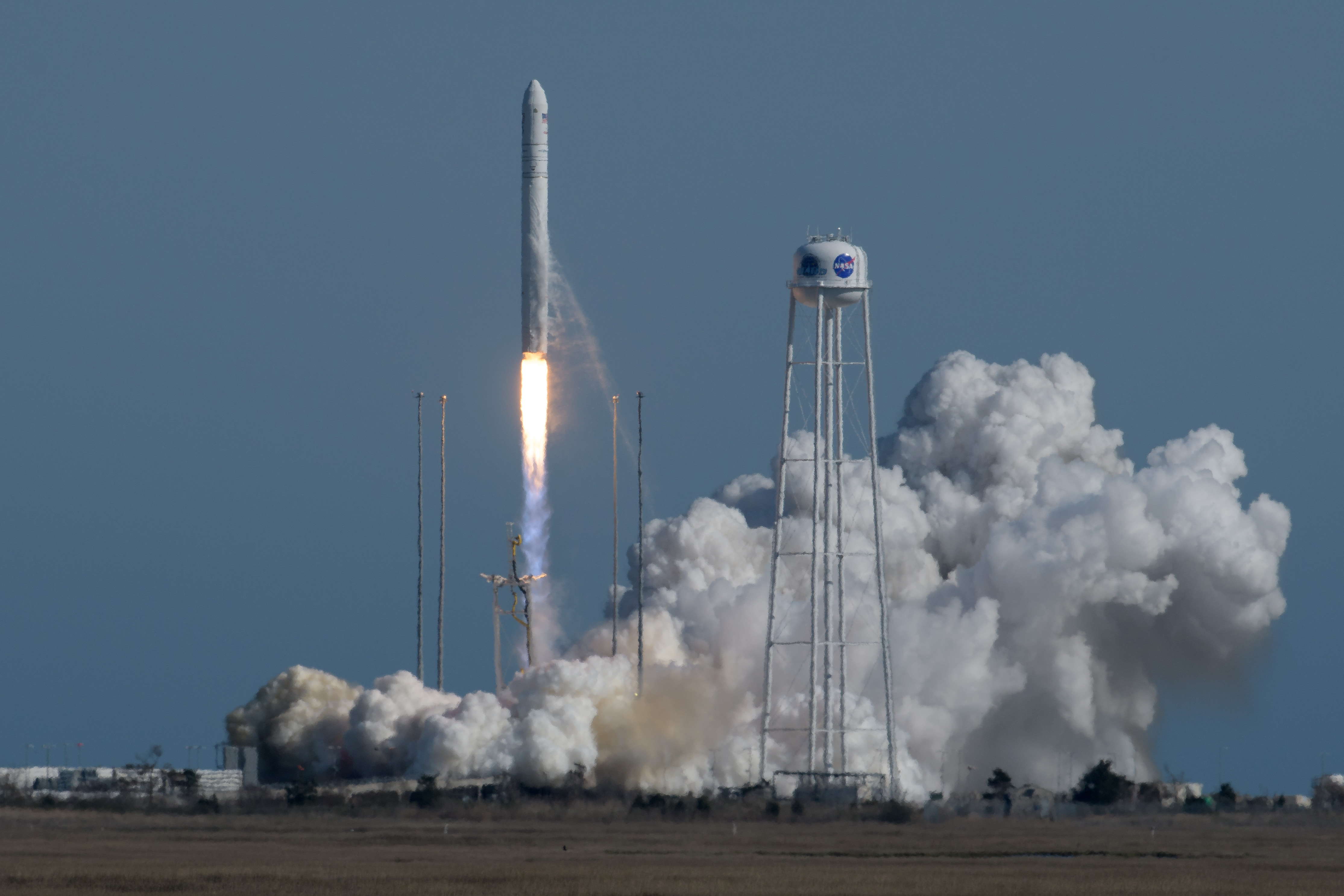
ノースロップ・グラマンによるシグナスNG-11ミッションの打ち上げ

## 来歴
NG-11は、商業補給サービスフェーズ2（CRS-2)契約が発効するまでの間、NASAが必要とするISSへの補給を可能とする延長計画の一部である。このミッションはバージニア州ワロップス島から2019年4月17日の20:46:07 UTCに打ち上げられた。

## 宇宙船
シグナス宇宙船の製造と組立てはバージニア州ダレスで行われた。シグナスのサービスモジュールと与圧貨物モジュールの結合は打ち上げ施設で行われ、ミッションの運用はバージニア州ダレスとテキサス州ヒューストンの管制センターから行われた。このミッションは拡大型のシグナスPCM（与圧貨物モジュール）の8回目のフライトだった。
このシグナス宇宙船は、アポロ1号に向けた訓練中に命を落としたロジャー・チャフィーにちなんで宇宙船ロジャー・チャフィーと名付けられた。

## 貨物の内訳
貨物の総重量：3,436 kg (7,575 lb)、与圧貨物3,162 kg (6,971 lb)および非与圧貨物229 kg (505 lb)
- 乗員補給品：987 kg (2,176 lb)
- 科学研究機材：1,569 kg (3,459 lb)
- 船外活動装備：24 kg (53 lb)
- 宇宙船資材：628 kg (1,385 lb)
- コンピューター資材：4.5 kg (9.9 lb)
- ノースロップ・グラマン関連装備：35 kg (77 lb)

NG-11ミッション中に展開された小型衛星：
- エアロキューブ（AeroCube）10A（JimSat）および 10B（DougSat）：エアロスペース・コーポレーション（英語版）[16]
- エテルニタス（Aeternitas）、ケレス（Ceres）およびリベルタス（Libertas）：バージニア・キューブサット・コンステレーション、NASAのELaNa-26（英語版）ミッションの一部として打ち上げられ、それぞれオールド・ドミニオン大学（英語版）、バージニア工科大学、バージニア大学が開発した[17][18]。
- エントリーサット（EntrySat）[17]
- IOD-1 GEMS（In-Orbit Demonstration - Global Environmental Monitoring Satellite、全球環境監視衛星の軌道での実証）[17]
- KRAKsat：ポーランドのAGH科学技術大学およびヤギェウォ大学が製作[17][19]。
- SASSI2（Student Aerothermal Spectrometer Satellite of Illinois and Indiana、イリノイとインディアナの学生による空気熱分光計衛星）[20]
- シーカー（Seeker）（英語版）：宇宙船の検査のためのNASAの自由飛行するキューブサット[17]
- スプーキー1（SpooQy 1）[17]
- スウィアトウィド（Światowid）：SatRevolutionによるキューブサット[17]
- 12系列のシンサット（ThinSat）合計60機、学校の生徒と大学生によって組み立てられた実験的な小型衛星[20][21]
- ウグイス（Uguisu）、ラアヴァナ1（Raavana 1）およびネパリサット-1（NepaliSat-1）、それぞれ日本、スリランカおよびネパールの生徒がBIRDS-3計画の一環として開発した1Uキューブサット[17]

サーマル・アミン・スクラバーとして知られる新しいハードウェアは、ISS上での最初の探査ECLSS技術デモンストレーションであり、2019年4月に起動され、ISSないの空気から追加のCO2を除去する。